# Denys Olijnyk
Denys Wiktorowycz Olijnyk, ukr. Денис Вікторович Олійник (ur. 16 czerwca 1987 w Zaporożu, Ukraińska SRR) – ukraiński piłkarz grający na pozycji pomocnika, a wcześniej napastnika, reprezentant Ukrainy.

## Kariera piłkarska

### Kariera klubowa
Urodził się w Zaporożu, rozpoczynał grać w piłkę nożną w Czerniowcach, gdzie występował w miejscowej drużynie Bukowyna Czerniowce jego ojciec znany napastnik lat osiemdziesiątych Wiktor Olijnyk. Jako 13 latek przyjechał w ze swoją drużyną, która wygrała turniej regionalny, do Kijowa na turniej finałowy spośród drużyn ulicznych. Jego grę zauważył znany trener Dynama Wiktor Kaszczej. On i zaprosił utalentowanego piłkarza do dynamowskiej akademii piłkarskiej. Bronił barwy kijowskich drużyn Zmina-Obołoń Kijów oraz Kijów-Schid. Początkowo grał w młodzieżowej kadrze Dynamo-3, Dynamo-2, a także w rezerwach. 15 sierpnia 2004 debiutował w Dynamie-3 Kijów, 20 czerwca 2005 w Dynamie-2 Kijów. Do pierwszej drużyny został włączony na początku sezonu 2006/07. W podstawowym składzie Dynama Kijów zadebiutował 29 września 2006 w meczu o Puchar Ukrainy z Ołkomem Melitopol zamieniając w 62 minucie Mārisa Verpakovskisa i strzelając swojego pierwszego gola. W Wyszczej Liże debiutował 28 października 2006 w meczu Dynama z FK Charkowem zamieniając w 89 minucie Florina Cernata. W 2007 został wypożyczony do Naftowyk-Ukrnafta Ochtyrka a latem 2008 do Arsenału Kijów. W 2009 przeszedł do Metalista Charków. 11 lipca 2011 podpisał 3-letni kontrakt z Dniprem Dniepropetrowsk. 26 maja 2014 przeszedł do SBV Vitesse. W maju 2016 po wygaśnięciu kontraktu opuścił holenderski klub. 9 sierpnia 2016 zasilił skład SV Darmstadt 98. 5 października 2017 przeszedł do Desny Czernihów. 31 grudnia 2017 opuścił czernihowski klub. 15 marca 2018 został piłkarzem Heliosu Charków. 26 lipca 2018 podpisał kontrakt z fińskim SJK.

### Kariera reprezentacyjna
Jest zawodnikiem reprezentacji Ukrainy U-21, debiutował 6 października 2006 w meczu z Białorusią (3:0). Wcześniej grał w reprezentacji U-19 oraz w reprezentacji U-17.
25 maja 2010 debiutował w reprezentacji Ukrainy w wygranym 4:0 meczu towarzyskim z Litwą.

## Sukcesy i odznaczenia

### Sukcesy klubowe
- mistrz Ukrainy: 2007
- brązowy medalista Mistrzostw Ukrainy: 2009, 2010
- zdobywca Superpucharu Ukrainy: 2007
- zdobywca Pucharu Pierwogo Kanału: 2008